# Mike (film)
Pour les articles homonymes, voir Mike.
Pour plus de détails, voir Fiche technique et Distribution.
Mike est une comédie dramatique française réalisée par Lars Blumers et sortie en 2011.

## Synopsis
Mike et ses amis vivent à Kembs, un petit village alsacien à la frontière de la Suisse et de l'Allemagne. La passion de Mike, ce sont les voitures. Ayant des difficultés pour trouver un emploi stable, il n'a pas les moyens de s'en acheter une. Voilà pourquoi, souvent, lorsqu'il ne veut pas marcher pour rentrer chez lui, il les vole. Il n'est d'ailleurs pas rare qu'il les remette à leur place le lendemain, ni vu, ni connu. Mike et ses amis ne font pas grand chose. Ils passent leurs journées à traîner, boire de la bière, se raconter des histoires. Un jour, il fait la rencontre de Sandy. Une rencontre qui va modifier quelque peu son quotidien.

## Critique
Mike est jugé trop réaliste et pas assez comique par la critique. Son accueil est mitigé .

## Fiche technique
- Réalisation : Lars Blumers
- Scénario : Lars Blumers
- Adaptation et dialogues : Lars Blumers, Laurent Tirard et Grégoire Vigneron
- Société de production : Cassidy, en association avec Cinémage 5
- Durée : 86 minutes
- Date de sortie :
  -  France : 22 juin 2011

## Distribution
- Marc-André Grondin : Mike
- Christa Theret : Sandy
- Éric Elmosnino : Heinz
- Olivier Barthélémy : Fred
- Mounir Ait Hamou : JC
- Dominique Thomas : Richard
- Christophe Kourotchkine : Rudi
- Hugo Blumental : Nico
- Xavier Boulanger : Rolf
- Pascale Jaeggy : Waltraut
- Philippe Vieux : Pierre
- Pierre Claude : Un policier
- Jean-Marie Holterbach : Joseph

## Autour du film
Bien qu'en partie fictive, l'histoire développée dans le film s'inspire d'un jeune habitant de Kembs, abattu par la police Suisse en 2001 à la suite d'une course poursuite.